# Kruis pattée
Een kruis pattée, croix pattée of breedarmig kruis is een heraldisch kruis met armen die steeds breder worden. Deze afgeleide vorm van het kruis wordt in de heraldiek weinig gebruikt, maar komt erg vaak voor bij ridderorden en onderscheidingen.

## Etymologie
Een klauw is in het Frans een patte. Op grond van vormovereenkomst spreekt de heraldicus van een "geklauwd kruis" of croix pattée. In het Duits is de naam Tatzenkreuz gebruikelijk.

## Voorbeelden
- Het Nederlandse Bronzen Kruis
- Het Britse Victoria Cross
- De versierselen van de Oostenrijkse Leopoldsorde
- Het Kozakkenkruis

Het kruis komt ook voor op het wapen van Heiloo en in dat van Walhain.

## Vormen van het kruis pattée

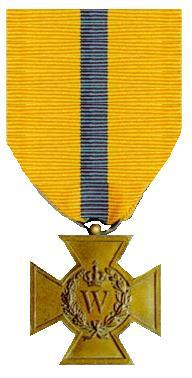
Bronzen Kruis
Met concave armen. Het model van het tempelierskruis of IJzeren Kruis
Met recht uitlopende armen
Met driehoekige armen
Met ronde uiteinden, het zogenaamde "croix pattée alésée arrondie"
Kozakkenkruis
Bolnisikruis
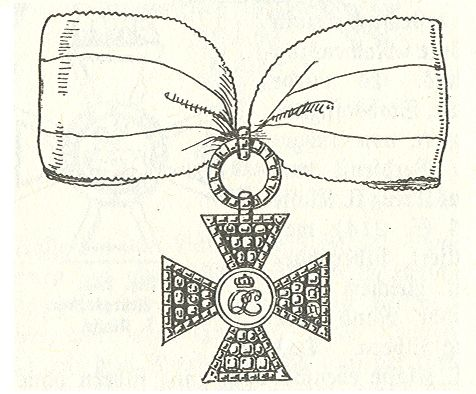
Bij onderscheidingen wordt vaak een medaillon op het midden van het kruis gelegd.
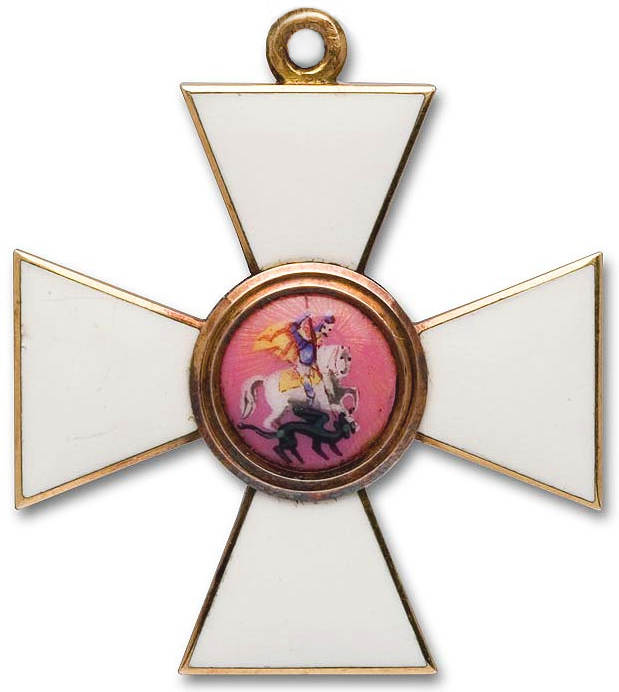
Orde van Sint-George, Rusland tot 1917